# Brandon (South Dakota)
Brandon er en amerikansk by og administrativt centrum for det amerikanske county Minnehaha County i staten South Dakota. I 2000 havde byen et indbyggertal på 5.693.

## Ekstern henvisning
- Brandons hjemmeside (engelsk) Arkiveret 20. oktober 2020 hos  Wayback Machine

43°35′41″N 96°34′19″V / 43.5947°N 96.5719°V